# Gericht Hörstein
Das Gericht Hörstein war eine mittelalterliche Verwaltungseinheit für eine Reihe von Dörfern, die zusammen mit den Gerichten Somborn, Alzenau und Mömbris das Freigericht Alzenau bildete.

## Funktion und Geschichte
Das Gericht Hörstein war ursprünglich ein auf Selbstverwaltung und genossenschaftlichen Strukturen beruhender Zusammenschluss von Dörfern, reichsunmittelbar und ohne Landesherrn. Im Zuge der Territorialisierung gelang es den im Freigericht zusammengeschlossenen Gerichten aber nicht, ihre Selbständigkeit und ihre Reichsunmittelbarkeit gegen den Druck der umliegenden Territorialherren zu wahren, zumal das Reich seine Rechte im Laufe der Zeit an diese Territorialherren abgab. Das Gericht Hörstein war so in der Frühen Neuzeit nur noch die Bezeichnung für eine Teileinheit des Freigerichts, das wiederum von den jeweiligen Landesherren ähnlich einem Amt verwaltet wurde. Seit 1740 gehörte das Gericht Hörstein zu Kurmainz.

## Gebiet
Das Gericht Hörstein umfasste die Dörfer
- Bruchhausen (Wüstung)
- Großwelzheim (Welzheim)
- Hörstein
- Kahl (vor 1609 an Kurmainz)
- Prischoß (Wüstung)